# Charleston (ballo)

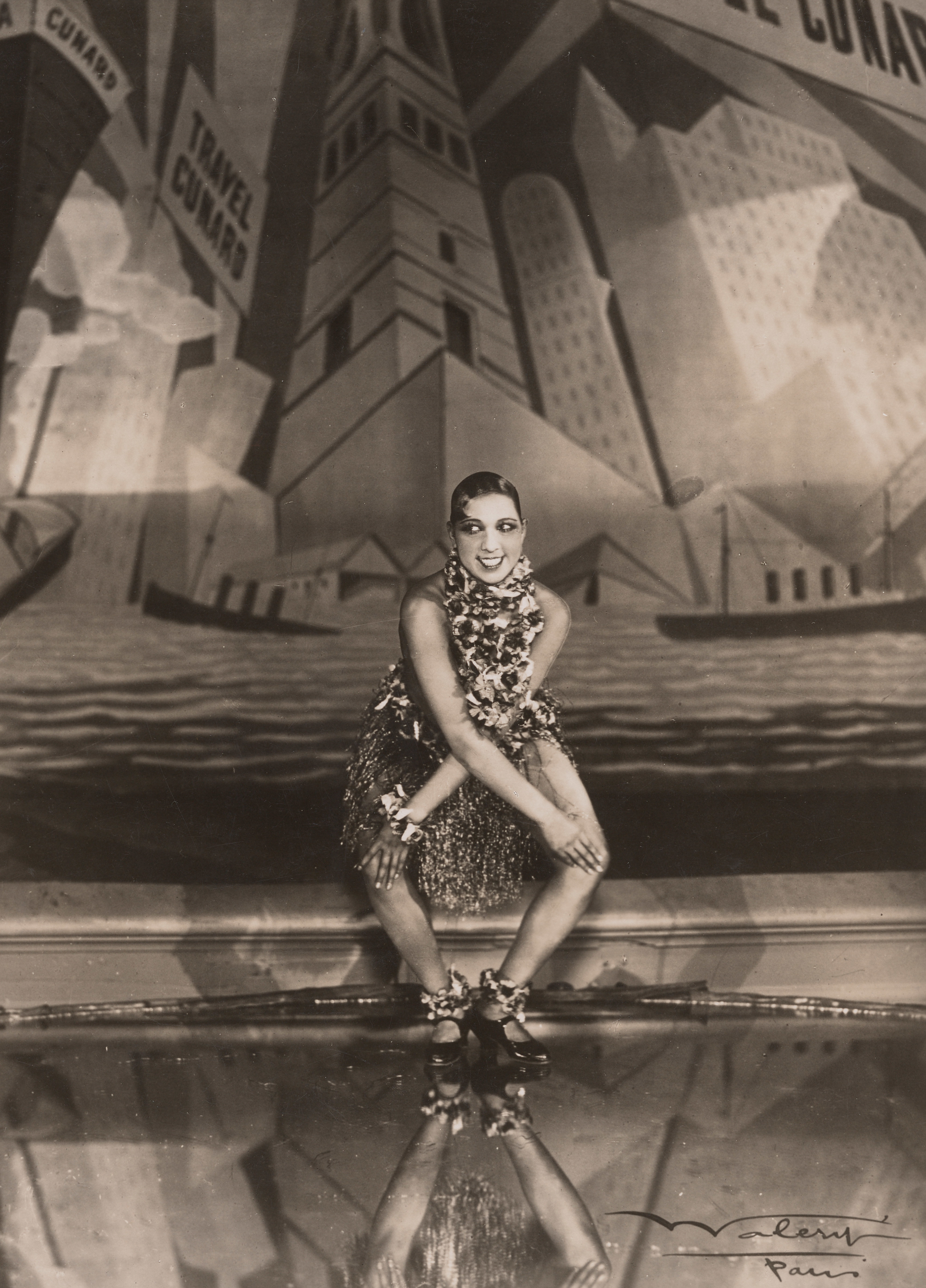
Joséphine Baker balla il charleston alle Folies Bergère nel 1926

Il charleston (IPA: /ˈtʃɑː(r)lstən/) è un ballo di derivazione jazzistica diffusosi intorno agli anni venti del XX secolo, prima in America e poi in Europa. Di andamento veloce e brillante, ha ritmo sincopato in 2/2. Il charleston è senza dubbio il più brioso, gaio e scoppiettante ballo dell'epoca moderna. Per la sua struttura, si stacca nettamente da tutti gli altri balli, possedendo una personalità inconfondibile e inimitabile.

## Storia
Deve il suo nome alla città di Charleston, nella Carolina del Sud. Divenne popolare negli Stati Uniti nel 1923 grazie alla canzone The Charleston di James P. Johnson.
Tutti ricordano la magnifica scena del Gattopardo come qualcosa di più che un semplice giro di valzer, come una delle espressioni di un certo tipo di società. E lo stesso si può dire del celebre Cotton Club di Coppola: in questo film lo snodarsi delle vicende è scandito dal ritmo del tip tap e del charleston che fanno da sfondo alla New York dei tempi del proibizionismo.
Gli anni venti erano quelli di Al Capone, delle sparatorie tra bande di gangster e dei fumosi club dove spesso, come nel film, qualcuno moriva a ritmo di claquette. Ma erano anche gli anni dell'old jazz, delle donne con il caschetto e i cappellini a cloche, dei primi abiti corti, con la vita bassa e la gonna plissettata, delle grosse Ford dalle quali scendevano le ingioiellate signore che si recavano a ballare il charleston.
Tra i balli di derivazione jazzistica in voga in quel periodo il charleston era il più scatenato (il tip tap si sarebbe esteso al grande pubblico solo a partire dagli anni trenta): i movimenti che lo caratterizzavano erano così frenetici e la musica d'accompagnamento così sfrenata che qualcuno malignamente arrivò a definirlo "il ballo degli epilettici".
La carica istintiva della musica jazz, unita all'eccentricità dei passi, dovette infatti sembrare ai benpensanti, più che una liberazione dagli schemi precedenti in nome di una nuova spontaneità, una sorta di delirio collettivo. Non potevano certo immaginare che il charleston era solo il punto di partenza di un'evoluzione del ballo – o meglio, di una rivoluzione – che, nata dall'incontro con la musica afro-americana, avrebbe generato nell'arco di qualche decennio fenomeni quali il boogie woogie e il rock'n'roll.
Il charleston infranse tutte le regole dei balli da sala di provenienza europea. Il suo passo consisteva nel gettare all'esterno le gambe con le punte dei piedi rivolte all'interno cercando di mantenere le ginocchia unite. Seguivano poi sgambettamenti velocissimi, contorsioni, salti, calci e tutto ciò che suggeriva il ritmo fortemente sincopato e swinging della musica jazz, sottolineato dal suono di un nuovo strumento a percussione annesso alla grancassa - spesso poi infatti chiamato charleston - costituito da due piatti di metallo posti uno sopra l'altro. Sembra che i primi a ballare una forma di charleston fossero stati gli scaricatori neri del porto dell'omonima città statunitense (Sud Carolina); si ispiravano ai movimenti che solitamente eseguivano per caricare o scaricare le merci dalle navi. Ma è possibile che questo modo di ballare avesse origini molto più lontane: alcuni studiosi infatti ne riconducono i movimenti di base alle danze propiziatorie delle tribù africane.
La brillante idea di portare il nuovo ballo dalle banchine del porto di Charleston ai teatri di mezza America venne all'impresario George White, che nel 1923 lo inserì nel programma della rivista musicale "Runnin' Wild". Lo spettacolo, interpretato da una compagnia di artisti neri, fu presentato per la prima volta a Broadway e da lì fece il giro di tutte le città del Sud degli Stati Uniti. Il charleston eseguito dai cantanti-ballerini del "chorus" di White non prevedeva alcun accompagnamento musicale: la scansione ritmica era data dal battito delle mani e da quello dei piedi sul pavimento. Durante lo stesso anno Ned Wayburn, direttore artistico della compagnia di Florenz Ziegfeld, introdusse un numero di charleston in "Follies 1923", in scena al New Amsterdam Theatre di New York.
Sulla scia del successo di questi primi esperimenti altri coreografi lo inserirono nei loro spettacoli musicali e nel giro di pochi mesi il charleston raggiunse anche le sale da ballo, in una versione per la verità molto semplificata poiché solo i professionisti erano in grado di eseguire i salti, i lanci di gambe e le acrobazie che caratterizzavano le coreografie teatrali. Ma, nonostante la rielaborazione dei passi per opera degli insegnanti e l'aggiunta di figure prese dal two step e dal fox trot, lo stile rimase invariato.
I poli d'irradiazione del nuovo ballo in tutti gli Stati Uniti furono Chicago e New York, le due città dove si erano raccolti i jazzisti neri provenienti da New Orleans. New York ospitava i più esclusivi locali riservati alla clientela bianca. Nel cuore di Harlem, dove la vita quotidiana si svolgeva all'insegna della miseria più atroce, si trovavano le elegantissime sale da ballo del Connie's Inn, del Savoy Ballroom e del leggendario Cotton Club. Il locale era stato rilevato nel 1922 da Owney Madden, un gangster appena uscito dal carcere di Sing Sing, che l'aveva trasformato in un raffinato cabaret. Madden non fu l'unico a intravedere nella musica dei neri una possibile fonte di ricchezza; furono molti i gangster che decisero di fondare un'attività, per altro molto redditizia, sul talento dei musicisti neri.
Gli artisti che si esibivano al Cotton Club erano tutti di colore, dalle ballerine – venivano scelte quelle con la pelle più chiara – ai musicisti e cantanti. La prima rivista musicale fu messa in scena nel 1922 ma il locale cominciò a essere famoso a partire dal 1925.
Il 1925 fu anche l'anno della diffusione del charleston in Europa. La canzone "Yes sir! That's my baby", che allegava al disco i passi e le figure del ballo, fece il giro del mondo; la versione italiana, nota come "Lola, cosa impari a scuola", scatenò una tale frenesia che il Ministero della guerra vietò agli ufficiali di ballarlo perché inconciliabile con il comportamento dignitoso imposto dalla divisa.
A Parigi la "charleston mania" fu portata dalla "Revue Nègre" di N. Sissle, in scena al Théâtre des Champs-Élysées: nel ruolo di solisti si esibivano Louis Douglas e Joséphine Baker, ormai soprannominata "Venere Nera" per la sua esotica bellezza e per la grande sensualità che emanava. Aggressiva, trasgressiva e al tempo stesso raffinata, ballava e contava a ritmo di "Yes, We Have no Banana" con addosso soltanto un gonnellino di banane.
Dopo l'esplosione del charleston a Parigi fu la volta dell'Inghilterra. Nel luglio 1925 il Dancing Times organizzò un "tè danzante" allo scopo di insegnare ai maestri inglesi la tecnica del nuovo ballo.
Il riscontro con il pubblico apparve travolgente: gli inglesi furono colti da una frenesia anche maggiore dei parigini. Si ballava per le strade e nelle piazze, spesso provocando ingorghi di traffico; a Londra, nella nota Piccadilly Circus, poteva persino capitare di assistere a esibizioni improvvisate sui tetti delle auto all'insegna dei più frenetici sgambettamenti: il ritmo era quello di "I'd Rather Charleston", il pezzo più in voga allora.
Quando, appeso all'ingresso di molte sale da ballo pubbliche, cominciò a comparire un cartello con la sigla P.C.Q. - "Please Charleston Quietly", nacque il flat charleston, una versione molto più tranquilla.
A scagliarsi violentemente contro il nuovo ballo erano in molti – il Daily Mail arrivò persino a definirlo "una reminiscenza dei riti orgiastici dei neri" - ma sicuramente meno di quanti amavano ballarlo: da un lato c'erano i soliti benpensanti che lo condannavano per motivi di pubblica decenza ritenendolo volgare e degenerato; dall'altro c'era chi, avendo a cuore la salute pubblica, fisica e "mentale" dei propri concittadini, lo denunciava in quanto pericoloso per le articolazioni a causa dell'innaturale posizione del corpo che imponeva ai ballerini.
Tuttavia la tentazione di ballare il charleston doveva essere così irresistibile che, tra smettere di ballarlo per motivi di salute o prendere qualche precauzione, prevalse la seconda ipotesi: alcune foto dell'epoca mostrano infatti le ballerine di charleston che, sotto il classico vestitino di lamé, indossavano pesanti ginocchiere da giocatori di football americano.

## Le donne del Charleston
Attorno al 1920 le donne ottennero in molti Paesi il diritto di votare. Le donne del charleston non furono dunque solo quelle che portavano i capelli al garçonne e le gonne corte, che fumavano e guidavano l'auto le più ricche ma furono anche le prime a godere di uno stato di parità tra i sessi, se non sociale, almeno politico. Non si erano soltanto liberate dei lunghi gonnelloni che ne impacciavano i movimenti, ma erano riuscite a lasciarsi alle spalle una condizione di inferiorità che le ingabbiava in un ruolo totalmente passivo.
La Russia rivoluzionaria del 1917 fu il primo Paese a concedere il diritto di voto alle donne. Nel 1918 fu il Regno Unito, anche grazie alle battaglie portate avanti dal movimento delle suffragette, a estendere il diritto di volto al sesso femminile. Due anni dopo fu la volta degli Stati Uniti seguiti a breve distanza dai Paesi del Nord Europa.
Il suffragio universale fu rappresentativo di un loro riconoscimento come soggetti politici e di un processo di emancipazione femminile riscontrabile in molti aspetti della vita sociale, alcuni dei quali come la moda e il ballo, apparentemente poco rilevanti ma significativi.
D'altra parte il periodo che si aprì con la fine della prima guerra mondiale fu caratterizzato da una tale euforia e smania di divertimento che il ballo assunse un ruolo di primo piano nella vita sociale. Il charleston rispose innanzi tutto al bisogno di svago della gente ma allo stesso tempo consentì di vivere in maniera più libera i rapporti sociali: la presenza di un partner costante era infatti del tutto trascurabile in questa danza. Le relazioni tra uomini e donne erano profondamente mutate e il ballo rispecchiava tale rinnovamento anche nella tecnica d'esecuzione; inoltre i frequenti scambi di partner tra un passo e l'altro offrivano alle donne una libertà di scelta che prima non avevano.
Ma se il charleston fu da un lato espressione di una maggiore libertà e simbolo di una, se pur ancora timida, emancipazione femminile, dall'altro rappresentò un punto di svolta rispetto alle tecniche precedenti: non si era mai vista una rotazione di piedi en dedans (verso l'interno); tutt'al più, quando i piedi non erano paralleli l'uno all'altro, venivano leggermente ruotati en dehors (verso l'esterno), come nella tecnica classico-accademica.
Tuttavia la voga del charleston non durò a lungo: ben presto venne soppiantato dal quick step, dal lindy hop, dal black bottom e dagli altri balli jitterbug che, accentuando la tendenza a dare spazio all'esecuzione solistica, provocarono quell'apertura della coppia che avrebbe caratterizzato i generi seguenti.
Nonostante la sua breve durata, il charleston contribuì a creare una delle immagini più suggestive di quel decennio "ruggente" che aveva visto nascere la radio e il cinema sonoro che si concluse con il crollo di Wall Street nel 1929.